# Irak en los Juegos Paralímpicos de Río de Janeiro 2016
Irak estuvo representado en los Juegos Paralímpicos de Río de Janeiro 2016 por catorce deportistas, doce hombres y dos mujeres.

## Medallistas
El equipo paralímpico iraquí obtuvo las siguientes medallas:
| Nombre           | Deporte                    | Evento                        |
| ---------------- | -------------------------- | ----------------------------- |
| Oro              |                            |                               |
| Garah Tnaiash    | Atletismo                  | Peso F40 masculino            |
| Kovan Abdulrahim | Atletismo                  | Jabalina F41 masculino        |
| Plata            |                            |                               |
| Wildan Nujailawi | Atletismo                  | Jabalina F41 masculino        |
| Amar Ali         | Esgrima en silla de ruedas | Espada individual B masculino |
| Rasol Mohsin     | Levantamiento de potencia  | –72 kg masculino              |
| Bronce           |                            |                               |
| —                |                            |                               |